# Nossa Senhora da Boa Fé
Nossa Senhora da Boa Fé is een plaats (freguesia) in de Portugese gemeente Évora en telt 376 inwoners (2001).